# Эйхе, Фёдор Фёдорович
Фёдор Фёдорович Эйхе (нем. Bernhard Hermann Theodor Eiche; 25 мая (6 июня) 1867 год — 1 июня 1936) — российский и советский инженер.

## Биография
Фёдор Эйхе родился 25 мая (6 июня) 1867 года в Санкт-Петербурге в семье коллежского советника.
В 1892 году окончил Технологический институт, затем работал в польском городе Сосновицы инженером-технологом завода «Фицнер и Галтнер». С 1894 по 1899 год работал на Юге России, где сперва руководил строительством доменного цеха, потом был начальником этого цеха, а затем — помощником директора завода. С 1899 по 1905 год был директором Надеждинского завода и Главного управления Богословского горного округа. В 1906 году возглавил Русско-Балтийский вагонный завод в Риге, затем был техническим директором рижской сталелитейной фирмы «Томас Фарт». После начала Первой мировой войны стал главным инженером Ревдинского завода.
В 1919 году, во время Гражданской войны, правительство Колчака вывезло Эйхе вместе с семьёй в Томск. Вернувшись на Урал, он стал главным металлургом Уральско-Сибирской комиссии ВСНХ. С 1920 года преподавал в Уральском политехническом институте. В конце 1925 года стал заведующим машиностроительным отделом Уралгипромеза. С 1930 года работал в Уралгипромаше. Являлся главным инженером по проектированию Уралмаша. Был репрессирован.